# O Patinho Feio

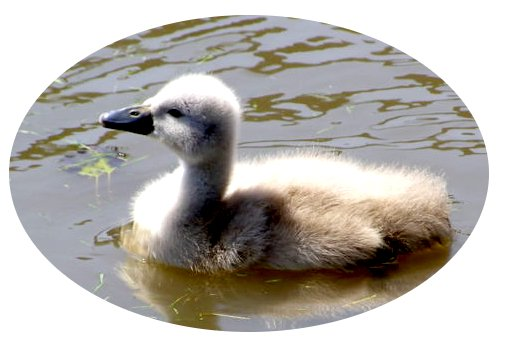
O patinho feio

O Patinho Feio (em dinamarquês: Den grimme ælling) é um conto de fadas do escritor dinamarquês Hans Christian Andersen, publicado pela primeira vez em 11 de Novembro de 1843 em Nye Eventyr. Første Bind. Første Samling. 1844.

## História
Um filhote de cisne é chocado no ninho de uma pata. Por ser diferente dos demais filhotes, o pobrezinho é perseguido, ofendido e maltratado por todos os patos e outras aves.
Um dia, cansado de tanta humilhação, foge do ninho. Durante a sua jornada, ele para em vários lugares, mas é maltratado em todos que passava. Por fim, uma família de camponeses o encontra e ajuda-o acolhendo durante o inverno. Mas a família tem um gato que expulsou o patinho.
Um dia, no entanto, deslumbrado com a beleza dos cisnes, o patinho feio decide ir até eles e percebe, espelhando-se na água, que ele não é mais um patinho feio (e que ele na verdade, nunca foi um pato), mas se tornou um magnífico cisne. Finalmente ele acaba sendo respeitado e se torna mais bonito do que nunca.